# Zsuzsa
Zsuzsa [ˈʒuʒɒ] ist als Verkleinerungsform von Zsuzsanna [ˈʒuʒɒnːɒ] (dt. Susanne) ein ungarischer weiblicher Vorname.

## Namenstag
- 19. Februar
- 11. August
- 20. September

## Varianten
- Zsuzsanna, Zsuzsánna, Zsuzsika, Zsuskó, Zsuska, Zsuzska, Zsuzsi, Zsanna

## Namensträgerinnen

### Form Zsuzsa
- Zsuzsa Almássy (* 1950), ungarische Eiskunstläuferin
- Zsuzsa Balint (* 1968), ungarisch-deutsche Pianistin
- Zsuzsa Bánk (* 1965), deutsche Schriftstellerin
- Zsuzsa Breier (* 1963), ungarische Germanistin, Diplomatin und hessische Politikerin
- Zsuzsa Csákány (* 1949), ungarische Filmeditorin
- Zsuzsa Czene (* 1980), ungarische Biathletin
- Zsuzsa Diószegi (* 1963), ungarische Badmintonspielerin
- Zsuzsa Elekes (* 1955), ungarische Organistin und Dozentin
- Zsuzsa Gláser (* 1958), ungarische Badmintonspielerin
- Zsuzsa Koncz (* 1946), ungarische Pop-, Schlager- und Chansonsängerin
- Zsuzsa Körmöczy (1924–2006), ungarische Tennisspielerin
- Zsuzsa Mihalek (* 1966), ungarische Szenenbildnerin
- Zsuzsa Nagy (* 1951), ungarische Turnerin
- Zsuzsa Nyári (* 1961), ungarische Handballtrainerin und ehemalige Handballspielerin
- Zsuzsa Nyertes (* 1958), ungarische Schauspielerin
- Zsuzsa Oláh (* 1960), ungarische Tischtennisspielerin
- Zsuzsa Pálos (* 1945), ungarische Schauspielerin und Synchronsprecherin
- Zsuzsa Polgár (* 1969), ungarisch-amerikanische Schachspielerin
- Zsuzsa Szabó (* 1940), ungarische Mittelstreckenläuferin und Sprinterin
- Zsuzsa Vathy (1940–2017), ungarische Schriftstellerin
- Zsuzsa Verőci (* 1949), ungarische Schachmeisterin

### Form Zsuzsanna
- Zsuzsanna Bánki (1912–1944), ungarische Architektin, NS-Opfer
- Zsuzsanna Bekecs (* 1976), ungarische Biathletin
- Zsuzsanna Budapest (* 1940), ungarische Autorin, Journalistin, Dramatikerin und Songwriterin
- Zsuzsanna Francia (* 1982), US-amerikanische Ruderin ungarischer Herkunft
- Zsuzsanna Gahse (* 1946), ungarische deutschsprachige Schriftstellerin und literarische Übersetzerin
- Zsuzsanna Harsányi (* 1976), ungarische Triathletin
- Zsuzsanna Heiner (* 1979), ungarische Astronomin, Physikerin und Asteroidenentdeckerin
- Zsuzsanna Jakabos (* 1989), ungarische Schwimmerin
- Zsuzsanna Kézi (1945–2021), ungarische Handballtorhüterin
- Zsuzsanna Kossuth (1817–1854), Oberschwester im ungarischen Freiheitskrieg von 1848–49
- Zsuzsanna Kovács (* 1984), ungarische Badmintonspielerin
- Zsuzsánna Sinka (* 1989), rumänische Fußballspielerin
- Zsuzsanna Sirokay (* 1941), ungarische Pianistin
- Zsuzsanna Szabó-Olgyai (* 1973), ungarische Stabhochspringerin
- Zsuzsanna Tomori (* 1987), ungarische Handballspielerin
- Zsuzsanna Vörös (* 1977), ungarische Moderne Fünfkämpferin